# Бреденфельде (замок)
Бреденфельде (нем. Schloss Bredenfelde) — дворцово-замковый комплекс в коммуне Бреденфельде в районе Мекленбургское Поозёрье (район) в земле Мекленбург-Передняя Померания, Германия. Замок построен в середине XIX века в стиле Тюдоров по проекту архитектора Фридриха Гитцига.

## История

### XIX век

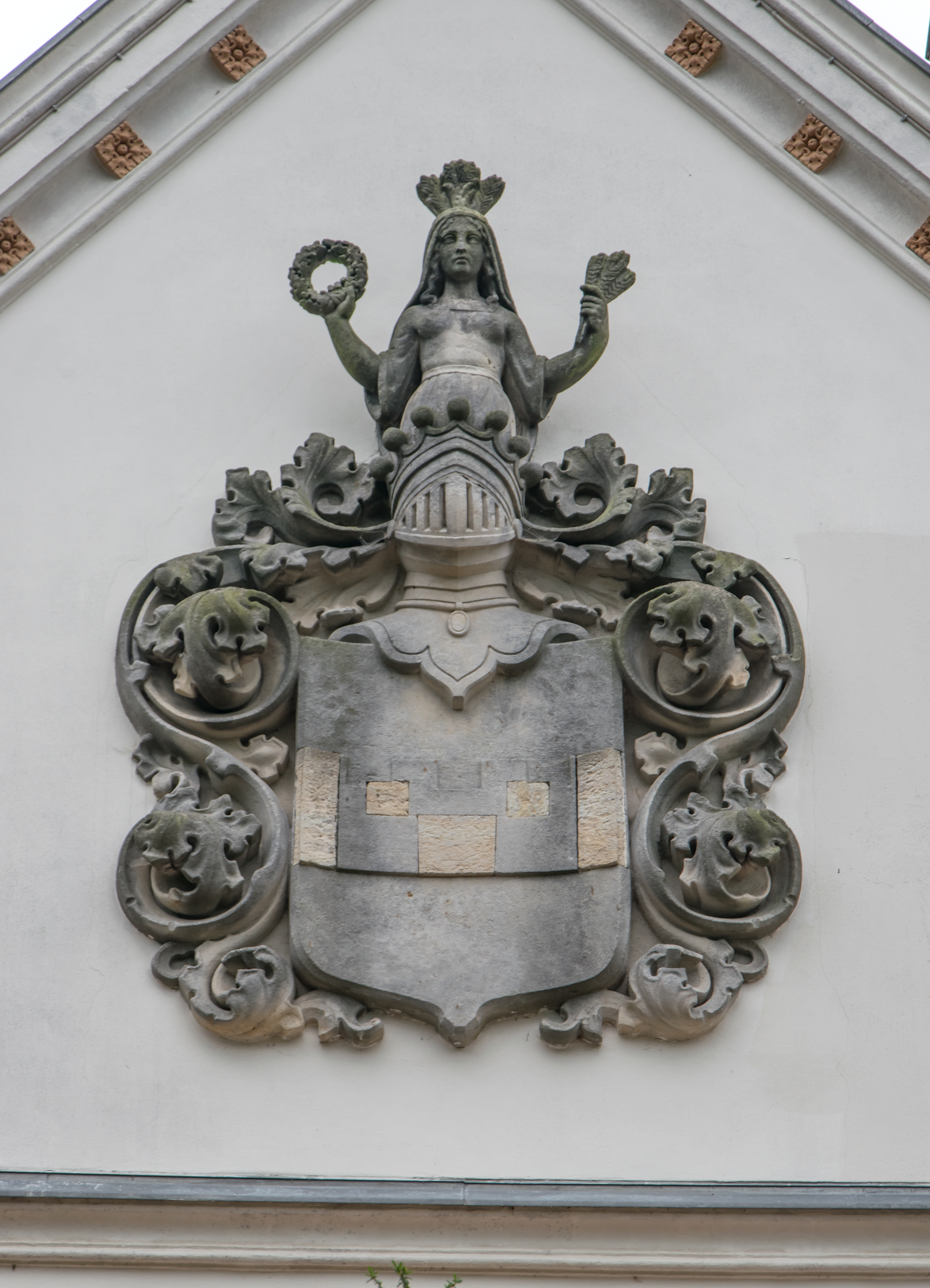
Изображение герба рода фон Хайден при входе в замок

Влиятельный политик и предприниматель Эрнст Ганс Генрих фон Хейден вырос в общине Картлов. Там его старший брат Вольдемар фон Хейден построил для себя роскошную резиденцию Картлов по проекту архитектора Фридриха Гитцига. Ландшафтный парк вокруг замка в Картлове подготовил в 1840 году прусский садовый художник Питер Джозеф Ленне. Этот комплекс зданий и парк производили на Эрнста Ганса такое сильное впечатление, что он решил создать для себя нечто подобное.
В 1852 году по заказу Эрнста Ганса фон Хейдена началось строительство просторной резиденции в коммуне Бреденфельде. Архитектором выступил хорошо знакомый ему Фридриха Хитцига, а План ландшафтного парка должен был подготовить Питер Джозеф Ленне. На месте резиденции уже существовал особняк. Но его снесли, чтобы расчистить место для нового замка.
Строительство шло быстро. В 1854 году основные работы в замке Бреденфельде были закончены. Однако владелец недолго наслаждался совершенством своей резиденции. В 1859 году Эрнст Ганс Генрих фон Хейден умер. Его вдова Шарлотта Бернхардин Софи ещё несколько десятилетий продолжала управлять имением. Она скончалась в 1908 году.

### XX век
Собственником имения и недвижимости стал Эрнст Вернер фон Хейден, сын Эрнста Ганса Генриха и Шарлотты.
В 1929 году из-за крупных долгов, которые появились у Эрнста Вернера во время Великой депрессии, поместье было выставлено на продажу. В 1932 году у замка появились новые собственники — семья Ладендорф. В особняке открыли дорогой ресторан и продуктовый магазин.
После завершения Второй мировой войны новые власти уже в 1945 году национализировали имение. Правда, ресторан продолжал работать.
Во времена ГДР в замке размещалось руководство и административные службы общины Бреденфельд. Кроме того, в комплексе долгое время проживали немецкие беженцы из Пруссии и других территорий, отторгнутых у Германии.
Из-за отсутствия должного ухода замок стал приходить в упадок. Здание пришло в аварийное состояние. Его покинули и служащие, и жильцы. в 1968 году комплекс передали в управление Жилищной ассоциация Биттерфельда. Однако необходимый ремонт так и не был произведён. Вместо этого власти стали даже в 1972 году обсуждать вопрос о сносе полуразрушенного здания. Пока шло обсуждение - рухнула крыша. В результате некогда роскошный особняк Бредефельд почти превратился в руины.
Значительные изменения в судьбе имения произошли только после объединения Германии. Да и то не сразу. Лишь в 1997 году здание резиденции вернулось в частную собственность. А в 2002 году был завершён капитальный ремонт и реставрация.

## Современное использование
В настоящее время в замке размещается гостиница на 40 мест. Здесь возможно проведение свадеб, юбилеев и различных торжеств.

## Описание
Замок представляет собой основное здание, к которому со стороны главного фасада по углам примыкают две башни разных типов — круглая и более высокая восьмиугольная. С северо-восточной стороны над входом размещён герб семьи фон Хейден. По желанию заказчика во внешней отделке господствовали светлые тона или белый цвет. Высокие арочные окна первого этажа усиливают впечатление воздушности и простора.
Потолки большинства помещений первого этажа были украшены лепниной. Интересным решение можно назвать отсутствие коридора на первом этаже. Комнаты располагались последовательно в виде анфилады. Огромная гостиная и кабинет находились в цокольном этаже. Детские комнаты и помещения для прислуги были предусмотрены на верхнем этаже.
В отличие от замков Киттендорф и Нетцов, которые также были построены по проектам Гитцига, в Бреденфельде архитектор решил отдать предпочтение не плоскими или слегка покатым, а более крутым крышам. Гитциг убедил заказчика, который хотел получить очень похожий на резиденции Киттендорф и Неетцов особняк, что здание с плоской крышей «казалось бы в несколько подчинённом положении по сравнению с близлежащими зданиям с традиционными высокими черепичными крышами».
От изначального парка площадью 3,5 га к XXI веку почти ничего не осталось, кроме липовой аллеи, ведущей к старому кладбищу. Сохранились только дом сторожа и молочная ферма, ранее принадлежавшая замку.

## Галерея

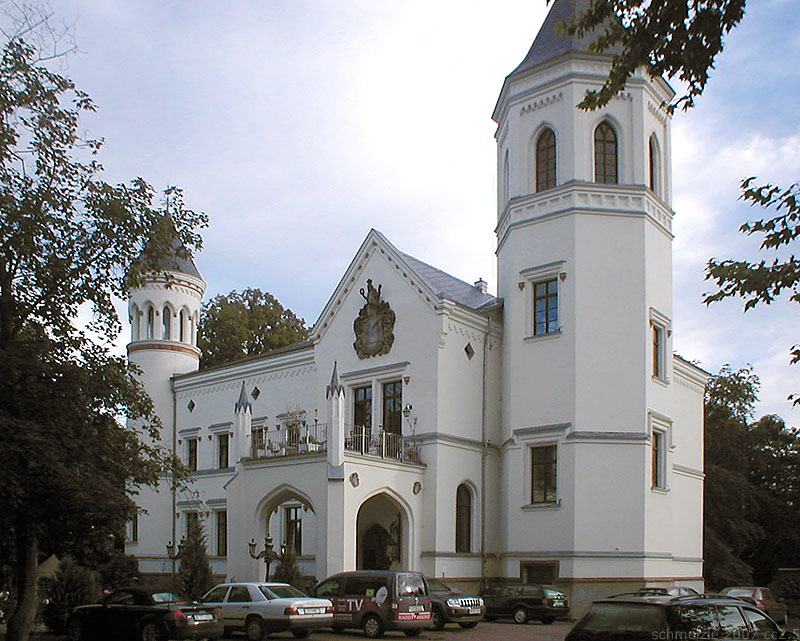
Вход в замок с юго-восточной стороны
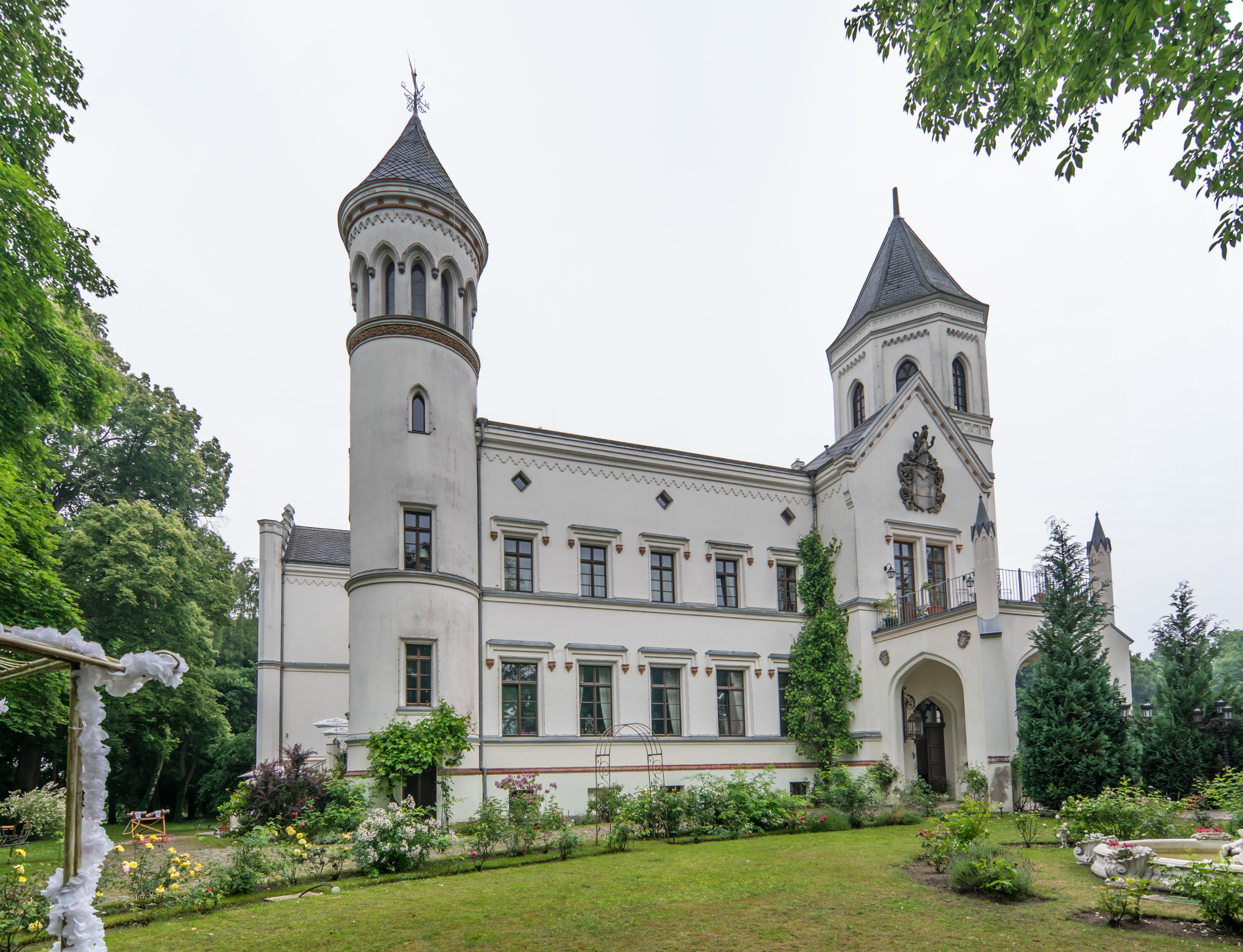
Фасад замка с северо-западной стороны
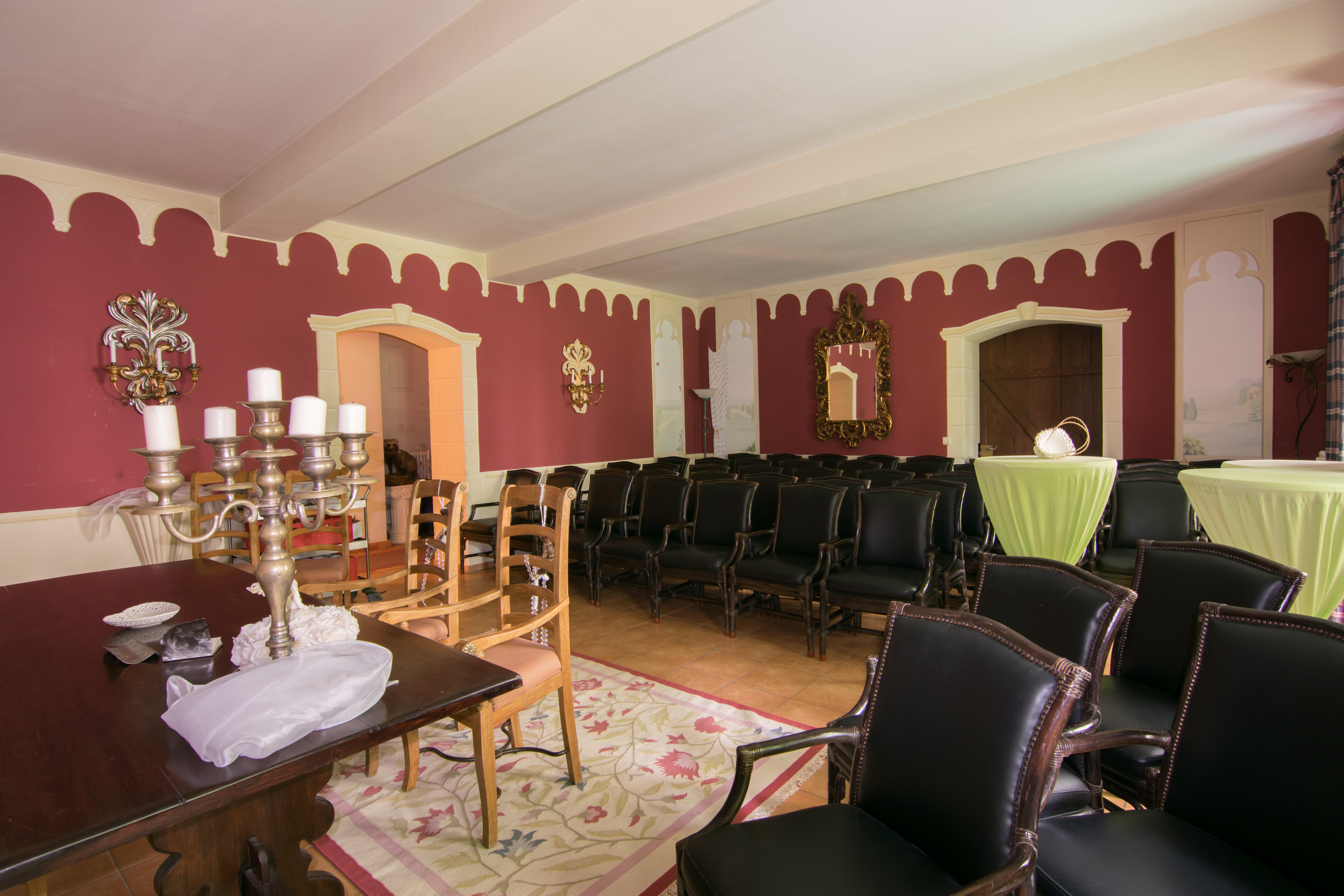
Зал для церемонии бракосочетания
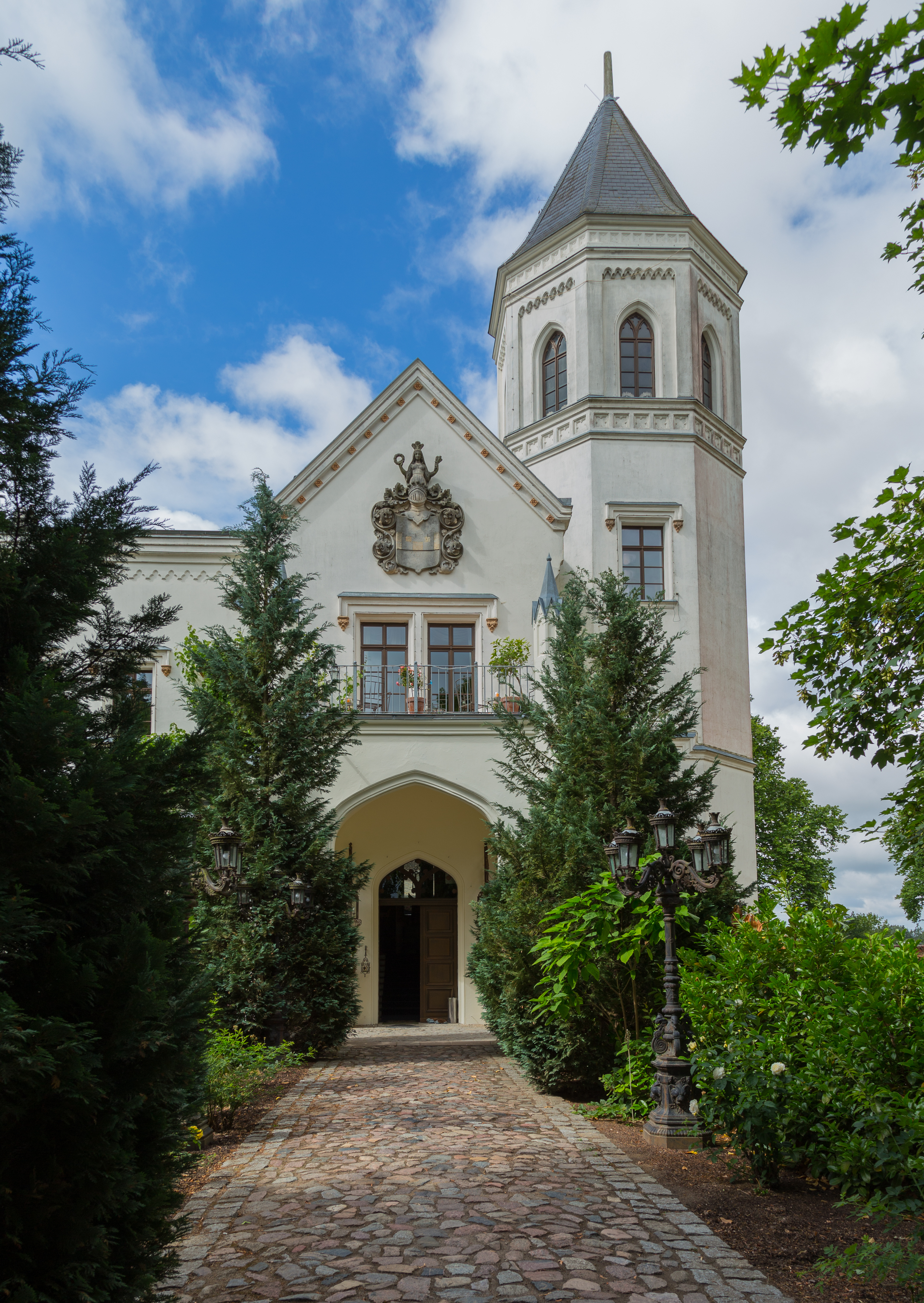
Вход в замок с северо-востока
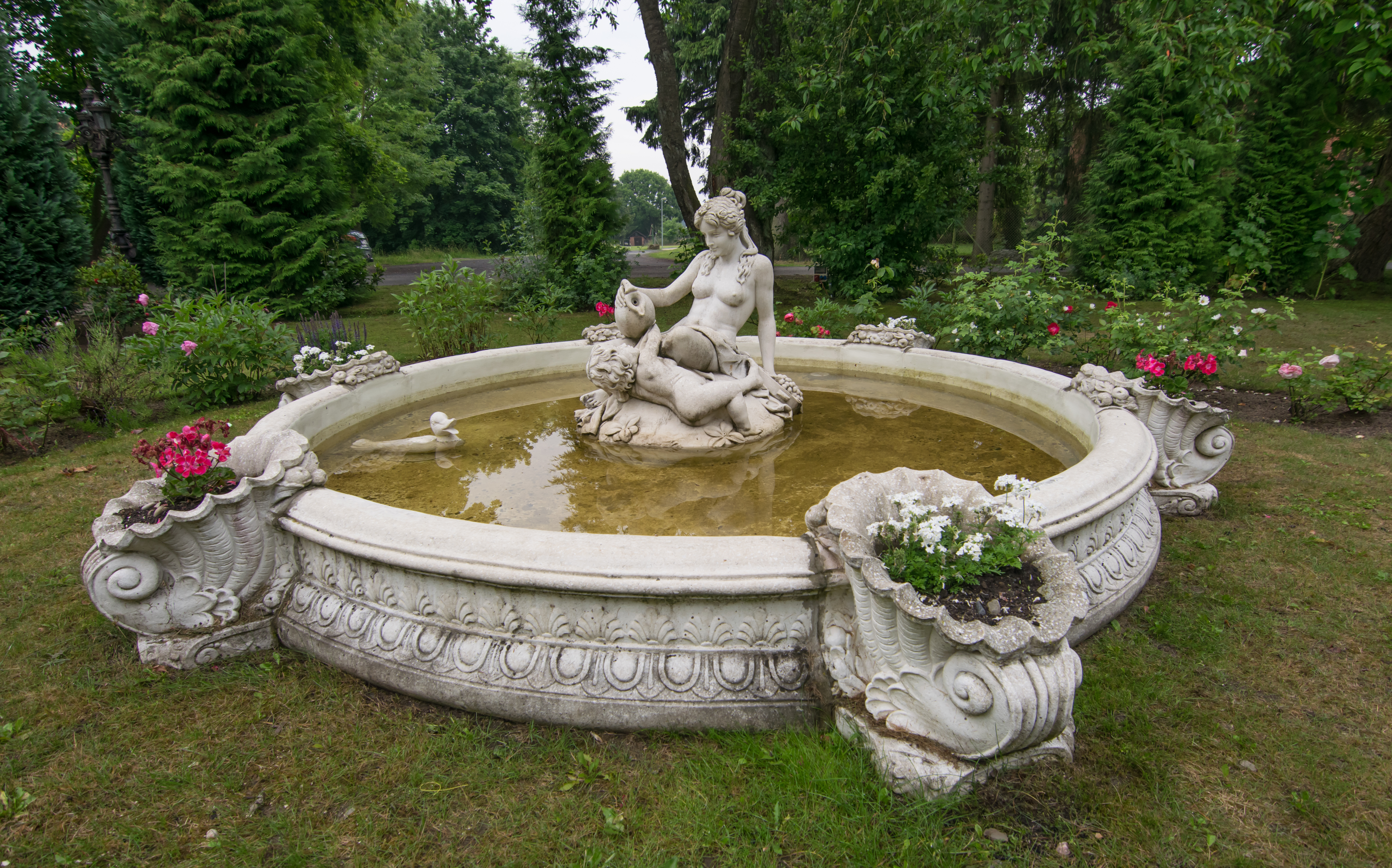
Фонтан в замковом парке